# Marcel Vandenbussche
Marcel Joseph Vandenbussche (Klerken, 28 januari 1911 - 15 augustus 2006) was een Belgisch senator en burgemeester.

## Levensloop
Hij was een zoon van Julius Vandenbussche en van Febronie Vandevyvere. Hij trouwde in 1938 met Emma Desmedt. Ze kregen zeven kinderen, onder wie volksvertegenwoordiger en burgemeester Maria Vandenbussche.
Na de oude humaniora aan het Klein Seminarie van Roeselare (1921-1925) te hebben doorlopen, werkte hij, zoals zijn ouders, als landbouwer. Hij werd tevens actief in landbouworganisaties:
- voorzitter van de Boerenjeugdbond Diksmuide en omliggende (1927-1938),
- secretaris van de Boerengilde in Klerken (1938-1960),
- lid van de Bondsraad van de Belgische Boerenbond (1956-1975).

Dit leidde tot een politieke loopbaan. In 1946 werd hij verkozen tot gemeenteraadslid van Klerken en werd in 1947 benoemd tot burgemeester, een ambt dat hij uitoefende tot in 1977. Van 1946 tot 1958 was hij tevens provincieraadslid voor het district Diksmuide.
In 1960 werd hij verkozen tot CVP-senator voor de provincie West-Vlaanderen en vervulde dit mandaat tot in 1968.
Hij was verder ook:
- lid van het CVP-bestuur voor het arrondissement Diksmuide,
- voorzitter van het CVP-bestuur in Klerken.

In de landbouwsector werd hij:
- voorzitter van de Veeherverzekering van West-Vlaanderen,
- lid van het Provinciaal comité voor de landbouw,
- lid van het Provinciaal comité voor de afzet van gezonde melk,
- lid van de Provinciale commissie voor sociale voorzorg,
- lid van de Hoge Landbouwraad,
- bestuurslid van de Land- en Tuinbouwschool in Poperinge.